# Schatzamtswettbewerb
Im Rahmen der britischen Postreform wurde vom Schatzamt des Vereinigten Königreiches ein Wettbewerb ausgeschrieben, wie man am besten kenntlich machen könnte, dass für einen Brief das Porto entrichtet wurde. Das Ergebnis war die Briefmarke in heutiger Form.

## Die Ausschreibung
Die Ausschreibung erfolgte am 23. August 1839. Die Einladung an Künstler, Wissenschaftler und die Öffentlichkeit wurde am 6. September von der Times veröffentlicht. Darin wurde die Bevölkerung des Vereinigten Königreiches aufgefordert, Vorschläge und Ideen einzubringen, wie kenntlich gemacht werden könnte, dass für einen Brief das Porto vorausbezahlt wurde. Für den ersten Preis wurden 200 Pfund und für den zweiten 100 Pfund ausgesetzt. Das Abgabedatum sollte der 15. Oktober des Jahres sein.

## Das Ergebnis
Über 2.600 Vorschläge wurden eingereicht, allerdings betrafen nur einige wenige aufklebbare Marken (Briefmarken). Rowland Hill sollte aus diesen Vorschlägen auswählen. Die Preise wurden erweitert. Benjamin Cheverton, Henry Cole und Charles Whiting erhielten jeweils 100 Pfund und James Bogardus und Francis Coffin für eine gemeinsame Eingabe jeweils 50 Pfund.
Allerdings fand Rowland Hill keinen der Vorschläge ideal, obwohl er einige Ideen für seinen eigenen Entwurf übernahm. Die meisten der Entwürfe gingen im Laufe der Zeit verloren, diejenigen von Charles Whiting allerdings haben – auch dank seiner eigenen Initiative – die lange Zeit überlebt und können auch heute noch gezeigt werden.

## Die Umsetzung
Eine der Ideen, die Rowland Hill für die spätere One-Penny-Black-Marke übernahm, ist der maschinengesteuerte Hintergrund des Markenbildes. Eine weitere Idee betrifft die Eckbuchstaben zur Sicherung gegen Fälschungen – auch dies wurde von Hill übernommen.
Vorschläge zum kombinierten Präge- und Stahlstichtiefdruck gelangten dann zu einem späteren Zeitpunkt bei den Ganzsachen zur Ausführung.
Von Benjamin Cheverton übernahm Hill die Idee, die "labels" zu 240 Stück auf einen Bogen zu drucken, damit die Postbeamten nicht so viel zu rechnen brauchten: ein ganzer Bogen kostete demnach 1 Pfund, eine Reihe zu 12 Marken einen Shilling. Diese praktische Idee wurde ebenfalls bei der Penny Black berücksichtigt.
Einige wichtige Voraussetzungen waren damit geschaffen, dass am 6. Mai 1840 die erste Briefmarke der Welt, die Penny Black als Kennzeichnung für vorausbezahltes Porto auf Briefe geklebt werden konnte.